# 메텔
메텔(일본명: 메테루, メーテル)은 은하철도999에 나오는 가공의 인물이자 주인공이다. 성우는 일본판에서는 이케다 마사코, 한국판은 정희선(1980년대 MBC 방영판), 송도영(1996년 MBC 재방영판), 정경애(VIDEO 백록판)이다.

## 상세사항
| 이름        | 메텔(메테루, メーテル)                                           |
| 출생일      | 불명                                                             |
| 나이        | 31세                                                             |
| 성별        | 여                                                               |
| 출생지      | 프로메슘 행성                                                    |
| 가족관계    | 아버지(닥터 반), 어머니(프로메슘)                                |
| 성격        | 온화하고 다정하지만 적 앞에서는 냉정하며 승부사 기질이 있는 성격 |
| 특기        | 전투, 사격, 채찍 다루기                                          |
| 좋아하는 것 | 목욕, 샤워                                                       |
| 싫어하는 것 | 불명                                                             |
| 보물        | 검은 모자와 코트                                                 |
| 첫 등장     | 은하철도 999 TV 애니메이션 1화                                   |

## 소개
은하철도 999에 등장하는 인물로 길어보이는 금발에 주황빛(혹은 갈색) 눈동자, 아름답고 고와보이는 안면에 속눈썹을 가진 미모의 여성으로 항상 검은 모자와 코트를 입고있다.
서기 2221년 어머니를 여의고 정처없이 눈보라 속을 떠돌던 데쓰로(한국명 : 철이)를 구조하여서 그의 행동을 음성 탐지기를 통해 들은 적이 있었다. 철이가 은하철도를 타고 싶어하는 마음을 알게되어서 그에게 자신과 같이가자는 조건으로 은하철도 무임승차권을 건너주게 되었으며 철이가 어머니의 원수를 갚으러 갔을 때 경찰들에게 추적을 받는 철이를 구조하면서 메갈로폴리스로 데려가게 되었다. 사실 그녀의 목적은 철이를 자신의 고향 혹성인 프로메슘 혹성으로 데려가기 위하였던 것으로 아버지 닥터 반의 지시에 따라 철이를 혹성까지 데리고 갈 수 있도록 유도하게 되었다. 호텔에 묵던 중 철이가 기계백작을 살해한 혐의로 수배되어서 경찰들에게 발각되었을 때 자신의 귀걸이를 투척하며 철이를 데리고 빠져나오게 되어서 메갈로폴리스 기차역에 도착하여 드디어 철이와 함께 증기기관차 모습의 은하철도 999호에 탑승하게 된다. 
마지막화에서는 철이와 함께 드디어 프로메슘 행성이 도착하여서 철이를 가이드 아가씨 미라이(한국명 : 지니)에게 맡겨두고 자신은 부모님을 만나러 떨어져 행동한다. 그리고 먼저 아버지인 닥터 반을 만나게 되었는데 그는 프로메슘의 반역자로 낙인되어서 목걸이에 봉인되어서 겨우 목소리만 들려주고 있는 편이었다. 그리고 아버지와 함께 어머니이자 행성의 독재자인 프로메슘 여왕을 만나게 되었고 프로메슘의 환대를 받게 되었지만 뜻밖에도 자신의 정체를 알아챈 철이로부터 의심을 받게되고 철이의 반역에 화가 난 프로메슘이 철이를 은하철도 999에 태워서 블랙홀로 처형시킨다는 얘기를 엿들으면서 철이를 구하기 위해 닥터 반의 목걸이를 용암 쪽으로 투척하려고 했지만 이를 알아챈 프로메슘에 의해 발각되어서 끝내 던지지 못하고 좌절하고 만다. 그리고 그녀 역시 프로메슘의 반역자로 낙인 되어서 감옥에 갇히게 된다. 
그러나 철이가 위기에 처했다는 것을 직감하자 결국 간수들을 기절시키며 탈옥을 하게 되고 999호를 조종하는 기계실로 들어가 감독관과 조종자들을 기절시키고 999호를 견인하는 중력을 해제시키면서 자신은 철이의 편이라고 말하며 의심을 풀게 하였다. 그리고 철이가 미라이와 함께 있을 때 만나게 되고 철이로부터 오해를 풀게 되고 미라이가 프로메슘이 가지고 있던 닥터 반의 목걸이를 빼앗다가 희생되면서 용기를 얻으며 철이와 함께 다시 용암 쪽으로 가서 닥터 반의 목걸이를 투척하려고 했지만 프로메슘의 인질이 되어서 위기를 맞았다가 철이가 목걸이를 용암 쪽으로 떨어뜨리고 프로메슘을 폭사시키며 999호에 어렵게 올랐지만 자신의 행성이 붕괴되고 어머니를 잃은 슬픔을 겪는다. 
그리고 박쥐의 별에서 대기할 때 철이와의 이별을 준비하면서 건너편에 있는 777호에 탑승하고 철이와 이별을 하게 된다. 

## 성격
아름다운 미모와는 다르게 적 앞에서는 냉정하고 강인한 성격을 가졌으며 그에 굴하지 않고 적을 경계하며 무찌르는 승부사 기질도 있다. 적과의 대비를 위해 항상 채찍과 총을 가지고 있는 편. 
한편으로는 눈물도 많은 편이기도 하다. 명왕성에 왔을 때 죽은 친구를 그리워하면서 눈물을 흘리기도 하였고 마지막에 어머니를 잃고 행성이 붕괴되는 모습을 봤을 때도 슬픔을 감추지 않았던 편이기도 하였다. 그리고 자신과 함께 하였던 동지들과 수많은 젊은이들이 자신의 어머니에 의해 희생당한 것을 경험하였기 때문에 그로 인해서 슬픔도 많이있는 편이다. 
철이 앞에서는 다정하고 온화한 성격으로 마치 철이의 어머니를 닮은 듯한 성격도 보여지고 있다. 철이가 적에게서 위기에 처하면 항상 달려와서 구조를 하는 편으로 철이를 위해서는 어떠한 희생도 각오하고 있는 듯 하다. 

## 좋아하는 것
작중에서 목욕을 즐기는 편으로 알려졌다. 그와는 반대로 철이는 목욕을 싫어하는 편이지만 1화부터 목욕하는 씬이 가끔 나오는 편이기도 하다. 

## 검은색 옷을 입는 사연
TV 애니메이션 작중 마지막화에서 자신이 검은 옷을 입고있는 사연을 밝혔는데 바로 자신의 어머니에 의해 희생되었던 수많은 젊은이들의 명복을 빌기위한 상복이라고 밝혔다. 열대 혹성에 왔을 때에도 검은 비키니 차림으로 다니기도 하였지만 때로는 여성스럽게 분홍색의 비키니 차림으로 나오는 경우도 있다. 

## 기타
키가 철이에 비해서 장신이라 차이가 나보이기도 한다. 